# Hynkov
Hynkov je vesnice, část obce Příkazy v okrese Olomouc. Nachází se asi 3,5 km na severovýchod od Příkaz. V roce 2009 zde bylo evidováno 113 adres. V roce 2001 zde trvale žilo 257 obyvatel.
V Hynkově se nachází dnes již zděná zvonice (dříve dřevěná). Dále zde najdeme památník obětem světových válek a další pomník u zvonice. Část obce leží na území Chráněné krajinné oblasti Litovelské Pomoraví. Několik set metrů za vesnicí protéká řeka Morava (respektive Mlýnský potok). Krajina, především meandry řeky Moravy sem každoročně přiláká spousty návštěvníků, hlavně cyklistů, kteří se sem vracejí.
Hynkov je také název katastrálního území o rozloze 2,79 km2.